# Mahfod Al-Hadi
Mahfod Al-Hadi (ar. محفوظ الهادي) – libijski piłkarz grający na pozycji obrońcy. W swojej karierze grał w reprezentacji Libii.

## Kariera reprezentacyjna
W 1982 roku Al-Hadi został powołany do reprezentacji Libii na Puchar Narodów Afryki 1982. Na tym turnieju był rezerwowym i nie rozegrał żadnego meczu. Z Libią wywalczył wicemistrzostwo Afryki.